# Экстракция смесью фенол-хлороформ
Экстракцию смесью фенол–хлороформ используют в молекулярной биологии для выделения нуклеиновых кислот и удаления белков и липидов.

## Процесс
К водным образцам, лизатам клеток, гомогенатам тканей, добавляют равный объем смеси фенол:хлороформ. Смесь фенола и хлороформа не смешивается с водой, образец центрифугируют для лучшего разделения двух фаз. В результате менее плотная водная фаза находится сверху от органической (фенол:хлороформ). Белки и гидрофобные липиды остаются в нижней органической фазе, а нуклеиновые кислоты (а также соли, сахара и т. д.) в верхней водной фазе. Верхнюю водную фазу отбирают пипеткой, стараясь не внести органическую фазу или интерфазу. Эту процедуру часто выполняют несколько раз, чтобы увеличить чистоту ДНК.
Если смесь имеет кислую среду, ДНК будет попадать в органическую фазу, а РНК оставаться в водной фазе.

## Список литературы
1. ↑  Zumbo, P. Phenol-chloroform Extraction. Weill Cornell Medical College. Дата обращения: 25 марта 2018. Архивировано 24 октября 2018 года.
2. ↑  Sambrook, Joseph; Russell, David W. Commonly Used Techniques in Molecular Cloning (неопр.) // Molecular Cloning. — 2001. — Т. 3. Архивировано 13 октября 2018 года.